# Сапай Вадим Вікторович
Вади́м Ві́кторович Сапа́й (нар. 7 лютого 1986, Южноукраїнськ) — колишній український футболіст, лівий захисник. Відомий, зокрема, виступами за київську «Оболонь» та полтавську «Ворсклу».

## Кар'єра
Вихованець дитячих команд миколаївського аматорського футбольного клубу «Торпедо» та клубу «Княжа» зі Щасливого.

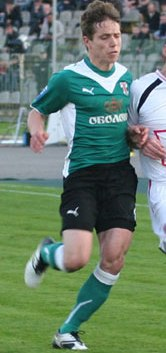
Вадим Сапай під час виступів за «Оболонь». 22 квітня 2011 року

На дорослому рівні дебютував влітку 2003 року у складі другої команди бориспільського «Борисфена», що змагалася у другій лізі чемпіонату України. У першому ж матчі проти івано-франківської «Чорногори» забив гол.
Навесні 2004 захищав кольори першолігового «Борекса-Борисфена» з Бородянки, після чого повернувся до бориспільської команди. Здебільшого грав у складі команди дублерів «Борисфена», а 16 червня 2005 року дебютував в іграх вищої ліги чемпіонату України, вийшовши на заміну у матчі проти запорізького «Металурга». За результатами сезону 2004-05 «Борисфен» полишив вищий дивізіон, наступного сезону команда грала в першій лізі і гравець почав регулярно долучатися до її основного складу.
На початку 2006 року перейшов до вищолігового донецького «Металурга», в якому провів наступні 3,5 роки. Проте, до основного складу команди Сапай пробитися не зміг і виступав здебільшого у першості дублерів.
У серпні 2009 року приєднався до команди першої ліги алчевської «Сталі», в якій відразу ж отримав місце в основі.
Перед початком сезону 2010/11 перейшов до вищолігової київської «Оболоні», в якій відразу ж став основним гравцем захисту команди. 9 липня 2010 року дебютував в основному складі «броварів». Протягом першого кола чемпіонату 2010/11 в усіх матчах команди виходив на поле у стартовому складі. За підсумками сезону 2011/12 «Оболонь» вилетіла з Прем'єр-ліги і Сапай покинув команду.
Влітку 2012 року підписав контракт з полтавською «Ворсклою». У команді взяв 23 номер. 15 липня 2012 року дебютував у складі «Ворскли» у матчі проти криворізького «Кривбасу». 28 травня 2017 року зіграв свій 100-й матч у складі «Ворскли», відігравши в основі весь матч проти «Дніпра». З командою став бронзовим призером чемпіонату у сезоні 2017/18 та фіналістом Кубка України 2019/20.

## Досягнення
- Бронзовий призер чемпіонату України: 2017/18
- Фіналіст Кубка України: 2019/20

## Особисте життя
Одружений. У 2011 році народився син, якого назвали Іваном.